# Jimmy Shields (labdarúgó)
Robert James Shields (Londonderry, 1931. szeptember 26. – 2020. január 9.) válogatott északír labdarúgó, csatár.

## Pályafutása

### Klubcsapatban
1952 és 1954 között a Crusaders labdarúgója volt. 1954 és 1964 között Angliában szerepelt. 1954 és 1956 között a Sunderland, 1956 és 1959 között a Southampton, 1959 és 1961 között a Headington United, 1961 és 1964 között a Gateshead United játékosa volt. 1964–65-ben az északír  Larne csapatában fejezte be az aktív labdarúgást.

### A válogatottban
1956-ban egy alkalommal szerepelt az északír válogatottban.